# Лосьон

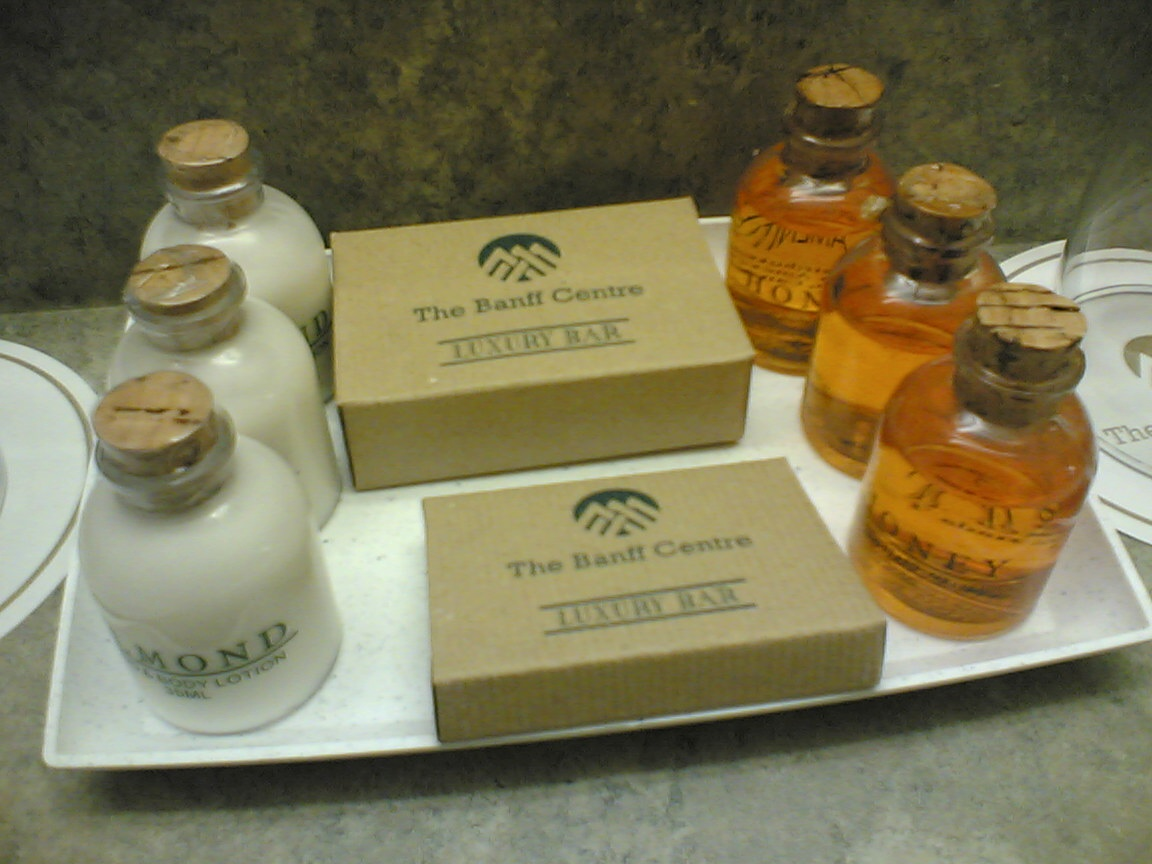
(слева) Эмульсионный лосьон

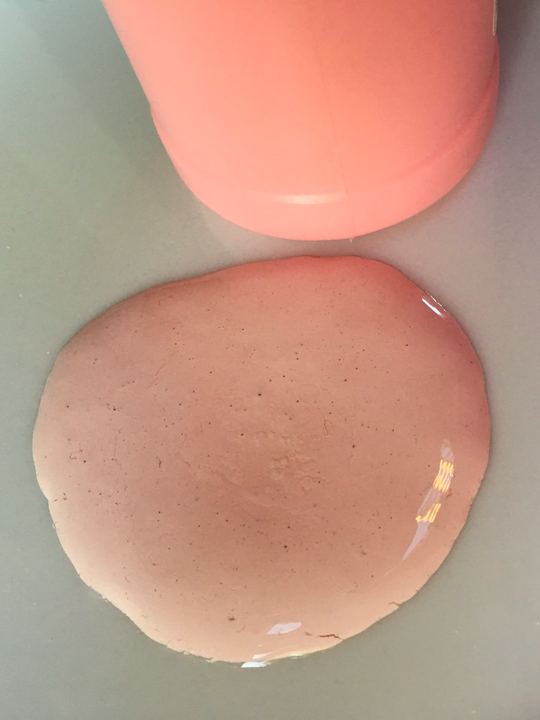
Каламиновый лосьон используется для лечения зуда

Лосьо́н (фр. lotion, от лат. lotio — мытьё, омовение) — косметическое средство для ухода за кожей, волосами или ногтями с гигиенической или лечебно-профилактической целью. Изготавливается на основе водного или водно-спиртового раствора (реже эмульсии или суспензии) с добавлением активно действующих (экстракты растений, витамины, кислоты) и вспомогательных компонентов (эфирные масла для отдушки, красители, консерванты). Лосьон очищает, увлажняет и смягчает кожу, сужает поры. Он может быть предназначен для определённого типа кожи: сухой, жирной или нормальной. Использование лосьона для лица не заменят собой простое умывание водой.
Эмульсионные лосьоны в виде молоко- или сливкообразной жидкости являются разновидностью жидкого крема.
Виды по назначению:
- Лосьоны-тоники — подготавливают кожу к нанесению макияжа или дальнейшего ухода.
- Для ухода за кожей до и после бритья.
- Лечебно-профилактические (например для укрепления и роста волос) — содержат экстракты и настои лекарственных растений.
- Солнцезащитные.
- Дезодорирующие.